# Departamento Caucete
Das Departamento Caucete liegt im Südosten der Provinz San Juan im Westen Argentiniens und ist eine von 19 Verwaltungseinheiten der Provinz. 
Es grenzt im Norden an die Departamentos Jáchal und Valle Fértil, im Osten an die Provinz La Rioja, im Süden an die Provinz San Luis und das Departamento Veinticinco de Mayo und im Westen an die Departamentos Nueve de Julio und San Martín. 
Die Hauptstadt des Departamento Caucete ist Caucete.

## Städte und Gemeinden
Das Departamento Caucete ist in folgende Gemeinden aufgeteilt:
- Caucete